# リガ旅客駅
座標: 北緯56度56分46秒 東経24度7分18秒 / 北緯56.94611度 東経24.12167度

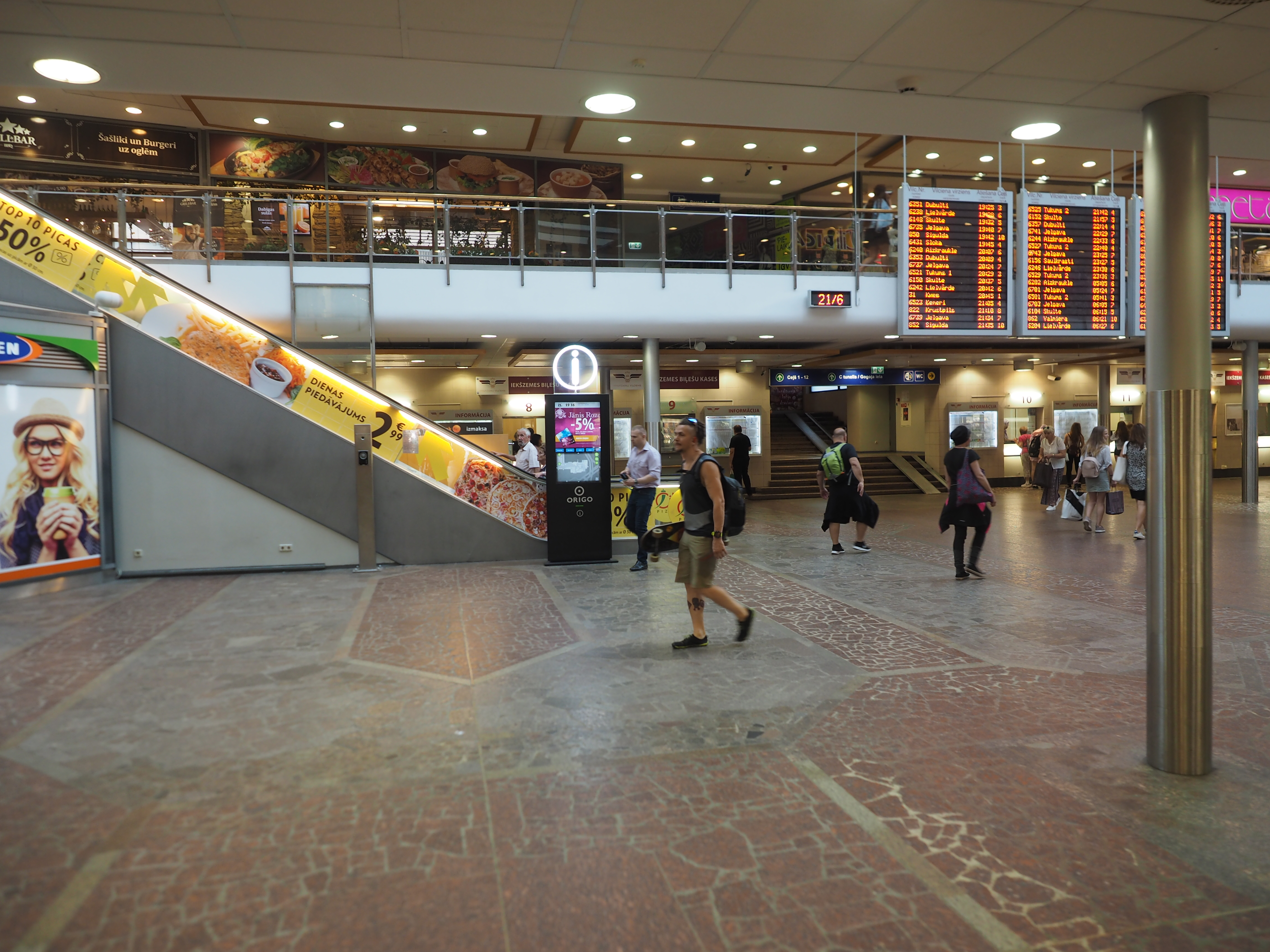
駅舎内

リガ旅客駅（リガりょかくえき、ラトビア語: Rīgas Pasažieru stacija）は、ラトビアの首都リガにある鉄道駅である。

## 概要
1861年に開業した。19世紀の間はダウガフピルスへ向かう路線およびユールマラへ向かう路線で駅舎が異なっていたが、1914年に統合された。

## 駅周辺
- ストックマン
- アバロン・ホテル
- Rimi（スーパーマーケット）
- ラトビア国立歌劇場

## 隣の駅
ラトビア国鉄
リガ・ダウガフピルス線
リガ中央駅 - ヴァグアヌパークス駅
リガ・イェルガヴァ線
リガ中央駅 - トルニャカルンス駅
リガ・ズィルペ線
リガ中央駅 - ゼミターニ駅